# Eugenio Dal Corso
Mons. Eugenio Dal Corso, P.S.D.P. (16. května 1939, Lugo – 20. října 2024, Negrar) byl italský římskokatolický duchovní, emeritní biskup diecéze Benguela a kardinál.

## Život
Narodil se 16. května 1939 v Lugo.
Po základní škole odešel na Institut dona Calabria. Během studia se rozhodl stát misionářem.
Dne 7. července 1963 byl vysvěcen na kněze a po vysvěcení odešel do Říma kde studoval dogmatickou teologii. Poté se věnoval pastorační službě ve farnosti Madonna di Campagna ve Veroně a později v Neapoli.
Roku 1975 vstoupil k Chudým služebníkům Boží prozřetelnosti a stal se misionářem. První misionářská destinace byla Argentina, přesněji Buenos Aires. Poté byl převelen do Angoly, kde působil v Luandě.
Dne 15. prosince 1995 jej papež Jan Pavel II. jmenoval biskupem koadjutorem diecéze Saurimo. Biskupské svěcení přijal 3. března 1996 z rukou arcibiskupa Félixe del Blanco Prieto a spolusvětiteli byli biskup Andrea Veggio a biskup Pedro Marcos Ribeiro da Costa.
Dne 15. ledna 1997 rezignoval biskup Pedro Marcos Ribeiro da Costa na post biskupa diecéze Saurimo a on se stal jeho nástupcem.
Dne 18. února 2008 jej papež Benedikt XVI. jmenoval biskupem diecéze Benguela.
Dne 26. března 2018 přijal papež František jeho rezignaci na post biskupa Benguely z důvody dosažení kanonického věku 75 let.
Dne 1. září 2019 oznámil papež František jeho jmenování  a dne 5. října 2019 jej kreoval kardinálem. 
Poté co se stal kardinálem žil v pečovatelském domě v Negraru, kde také dne 20. října 2024 zemřel.